# Lucas Arnold Ker
Lucas Arnold Ker (* 12. Oktober 1974 in Buenos Aires) ist ein ehemaliger argentinischer Tennisspieler.

## Karriere
Der Doppelspezialist begann seine professionelle Karriere auf der ATP World Tour 1996 und konnte 15 Turniersiege im Doppel – allesamt auf Sand – feiern. 18 weitere Male scheiterte der Davis-Cup-Spieler erst im Finale einer Doppelkonkurrenz. Darüber hinaus war er 21-mal auf der ATP Challenger Tour erfolgreich, davon auch zweimal im Einzel. Seine höchste Einzelplatzierung in der Tennisweltrangliste erreichte er mit Platz 77 im Juli 1998. Im selben Jahr nahm er auch an allen Grand-Slam-Turnieren teil und erreichte bei den US Open 1998 mit der dritten Runde auch sein bestes Resultat. Im Doppel wurde er im März 2004 auf Rang 21 geführt. Bei Grand-Slams war er 1997 mit dem Einzug ins Halbfinale von Roland Garros am erfolgreichsten, erreichte dort außerdem noch zweimal das Viertelfinale (2001 und 2003). Lucas Arnold Ker war der erste Gegenspieler in der Profilaufbahn von Roger Federer. Im Juli 1998 in Gstaad in der ersten Runde gewann Ker das Spiel mit 6:4 und 6:4 gegen ihn.
Im August 2006 wurde bei ihm Hodenkrebs diagnostiziert. Nach Chemotherapie und der Entnahme eines Testikels genas er vollständig und spielte ab 2008 wieder auf der Tour.
Nachdem er 2013 zuletzt regelmäßig Turniere auf der World Tour gespielt hatte, spielte er seitdem nur noch gelegentlich Challenger-Turniere in seiner Geburtsstadt Buenos Aires sowie in Montevideo.
Ker spielte von 1997 bis 2009 in 14 Begegnungen für die argentinische Davis-Cup-Mannschaft, wo er eine Bilanz von 13:4 vorweisen kann.

## Erfolge
| Legende (Anzahl der Siege)                       |
| Grand Slam                                       |
| Tennis Masters Cup ATP World Tour Finals         |
| ATP Masters Series ATP World Tour Masters 1000   |
| ATP International Series Gold ATP World Tour 500 |
| ATP International Series ATP World Tour 250 (15) |
| ATP Challenger Tour (21)                         |

| ATP-Titel nach Belag |
| Hartplatz (0)        |
| Sand (15)            |
| Rasen (0)            |

### Einzel

#### Turniersiege
| Nr. | Datum              | Turnier   | Belag | Finalgegner         | Ergebnis        |
| --- | ------------------ | --------- | ----- | ------------------- | --------------- |
| 1.  | 3. August 1997     | Meran     | Sand  | Vincenzo Santopadre | 6:1, 6:4        |
| 2.  | 28. September 1997 | São Paulo | Sand  | Fernando Meligeni   | 6:4, 1:0 aufgg. |

### Doppel

#### Turniersiege

##### ATP World Tour
| Nr. | Datum              | Turnier            | Belag | Partner         | Finalgegner                           | Ergebnis      |
| --- | ------------------ | ------------------ | ----- | --------------- | ------------------------------------- | ------------- |
| 1.  | 11. August 1996    | San Marino (1)     | Sand  | Pablo Albano    | Mariano Hood Sebastián Prieto         | 6:1, 6:3      |
| 2.  | 13. Juni 1999      | Meran              | Sand  | Jaime Oncins    | Marc-Kevin Goellner Eric Taino        | 6:4, 7:6      |
| 3.  | 15. August 1999    | ATP San Marino (2) | Sand  | Mariano Hood    | Petr Pála Pavel Vízner                | 6:1, 6:4      |
| 4.  | 19. September 1999 | Mallorca           | Sand  | Tomás Carbonell | Alberto Berasategui Francisco Roig    | 6:1, 6:4      |
| 5.  | 3. Oktober 1999    | Bukarest (1)       | Sand  | Martín García   | Marc-Kevin Goellner Francisco Montana | 6:3, 2:6, 6:3 |
| 6.  | 12. März 2000      | Bogotá             | Sand  | Pablo Albano    | Juan Balcells Mauricio Hadad          | 7:6, 1:6, 6:2 |
| 7.  | 18. Februar 2001   | Viña del Mar       | Sand  | Tomás Carbonell | Mariano Hood Sebastián Prieto         | 6:4, 2:6, 6:3 |
| 8.  | 25. Februar 2001   | Buenos Aires (1)   | Sand  | Tomás Carbonell | Mariano Hood Sebastián Prieto         | 5:7, 7:5, 7:6 |
| 9.  | 29. September 2002 | Palermo (1)        | Sand  | Luis Lobo       | František Čermák Leoš Friedl          | 6:4, 4:6, 6:2 |
| 10. | 4. Mai 2003        | Valencia           | Sand  | Mariano Hood    | Brian MacPhie Nenad Zimonjić          | 6:1, 6:7, 6:4 |
| 11. | 28. September 2003 | Palermo (2)        | Sand  | Mariano Hood    | František Čermák Leoš Friedl          | 7:6, 6:7, 6:4 |
| 12. | 22. Februar 2004   | Buenos Aires (2)   | Sand  | Mariano Hood    | Federico Browne Diego Veronelli       | 7:5, 6:7, 6:4 |
| 13. | 19. September 2004 | Bukarest (2)       | Sand  | Mariano Hood    | José Acasuso Óscar Hernández          | 7:6, 6:1      |
| 14. | 3. Oktober 2004    | Palermo (3)        | Sand  | Mariano Hood    | Gastón Etlis Martín Rodríguez         | 7:5, 6:2      |
| 15. | 22. Mai 2005       | St. Pölten         | Sand  | Paul Hanley     | Martin Damm Mariano Hood              | 6:3, 6:4      |

##### ATP Challenger Tour
| Nr. | Datum              | Turnier           | Belag     | Partner           | Finalgegner                                    | Ergebnis          |
| --- | ------------------ | ----------------- | --------- | ----------------- | ---------------------------------------------- | ----------------- |
| 1.  | 29. Januar 1994    | Mar del Plata     | Sand      | Patricio Arnold   | Filippo Messori Federico Mordegan              | 6:4, 7:5          |
| 2.  | 28. Februar 1994   | Bogotá            | Sand      | Pablo Campana     | Danilo Marcelino Nuno Marques                  | 3:6, 7:6, 7:6     |
| 3.  | 29. Juli 1995      | São Paulo         | Hartplatz | Patricio Arnold   | Otávio Della Marcelo Saliola                   | 6:2, 4:6, 6:1     |
| 4.  | 11. Mai 1996       | Ljubljana (1)     | Sand      | Pablo Albano      | Rikard Bergh Shelby Cannon                     | 6:1, 3:6, 6:1     |
| 5.  | 13. Juli 1996      | Ostende           | Sand      | David Škoch       | Wim Neefs Yuri Soberon                         | 7:6, 6:1          |
| 6.  | 10. Mai 1997       | Ljubljana (2)     | Sand      | Daniel Orsanic    | David Škoch Fernon Wibier                      | 6:0, 6:4          |
| 7.  | 16. August 1997    | Graz              | Sand      | Tom Vanhoudt      | Alberto Martín Albert Portas                   | 6:1, 6:2          |
| 8.  | 4. Oktober 1997    | Santiago de Chile | Sand      | Jaime Oncins      | Diego del Río Mariano Puerta                   | 6:2, 6:2          |
| 9.  | 15. November 1997  | Río Grande        | Sand      | Daniel Orsanic    | Mariano Hood Sebastián Prieto                  | 7:5, 3:6, 6:3     |
| 10. | 6. Februar 1999    | Punta del Este    | Sand      | Marcelo Filippini | Paulo Carvallo Gonzalo Rodríguez               | 6:1, 6:4          |
| 11. | 18. November 2000  | Montevideo        | Sand      | Gastón Etlis      | Juan Balcells Germán Puentes                   | 6:4, 6:4          |
| 12. | 25. November 2000  | Buenos Aires      | Sand      | Pablo Albano      | Sergio Roitman Andrés Schneiter                | 6:3, 4:6, 6:2     |
| 13. | 17. Mai 2003       | Zagreb            | Sand      | Mariano Hood      | Simon Aspelin Todd Perry                       | 6:1, 6:3          |
| 14. | 5. Juli 2003       | Košice            | Sand      | Mariano Hood      | Salvador Navarro Rubén Ramírez Hidalgo         | 2:1 aufgg.        |
| 15. | 25. September 2004 | Stettin           | Sand      | Mariano Hood      | Óscar Hernández Alberto Martín                 | 6:0, 6:4          |
| 16. | 26. November 2005  | Buenos Aires      | Sand      | Sebastián Prieto  | Rubén Ramírez Hidalgo Santiago Ventura         | 6:0, 6:4          |
| 17. | 8. Juli 2006       | Biella            | Sand      | Agustín Calleri   | Juan Martín del Potro Martín Vassallo Argüello | 7:65, 6:2         |
| 18. | 11. Juli 2009      | Scheveningen      | Sand      | Máximo González   | Thomas Schoorel Nick van der Meer              | 7:5, 6:2          |
| 19. | 8. August 2009     | San Marino        | Sand      | Sebastián Prieto  | Johan Brunström Jean-Julien Rojer              | 7:64, 2:6, [10:7] |

#### Finalteilnahmen
| Nr. | Datum            | Turnier         | Belag       | Partner          | Finalgegner                          | Ergebnis       |
| --- | ---------------- | --------------- | ----------- | ---------------- | ------------------------------------ | -------------- |
| 1.  | 6. Oktober 1996  | Marbella (1)    | Sannd       | Pablo Albano     | Andrew Kratzmann Jack Waite          | 7:6, 3:6, 4:6  |
| 2.  | 13. Februar 2000 | San José        | Hartplatz   | Eric Taino       | Jan-Michael Gambill Scott Humphries  | 1:6, 4:6       |
| 3.  | 23. Juli 2000    | Stuttgart       | Sand        | Donald Johnson   | Jiří Novák David Rikl                | 7:5, 2:6, 3:6  |
| 4.  | 17. Februar 2002 | Viña del Mar    | Sand        | Luis Lobo        | Gastón Etlis Martín Rodríguez        | 3:6, 4:6       |
| 5.  | 28. April 2002   | Barcelona       | Sand        | Gastón Etlis     | Michael Hill Daniel Vacek            | 4:6, 4:6       |
| 6.  | 28. Juli 2002    | Kitzbühel (1)   | Sand        | Àlex Corretja    | Robbie Koenig Thomas Shimada         | 6:73, 4:6      |
| 7.  | 23. Februar 2003 | Buenos Aires    | Sand        | David Nalbandian | Mariano Hood Sebastián Prieto        | 2:6, 2:6       |
| 8.  | 13. April 2003   | Estoril (1)     | Sand        | Mariano Hood     | Mahesh Bhupathi Maks Mirny           | 1:6, 2:6       |
| 9.  | 13. Juli 2003    | Båstad          | Sand        | Mariano Hood     | Simon Aspelin Massimo Bertolini      | 7:63, 0:6, 4:6 |
| 10. | 26. Oktober 2003 | Basel (1)       | Teppich (i) | Mariano Hood     | Mark Knowles Daniel Nestor           | 4:6, 2:6       |
| 11. | 25. Juli 2004    | Kitzbühel (2)   | Sand        | Martín García    | František Čermák Leoš Friedl         | 3:6, 5:7       |
| 12. | 31. Oktober 2004 | Basel (2)       | Teppich (i) | Mariano Hood     | Bob Bryan Mike Bryan                 | 6:711, 2:6     |
| 13. | 10. April 2005   | Valencia (2)    | Sand        | Mariano Hood     | Fernando González Martín Rodríguez   | 4:6, 4:6       |
| 14. | 7. August 2005   | Sopot           | Sand        | Sebastián Prieto | Mariusz Fyrstenberg Marcin Matkowski | 6:77, 4:6      |
| 15. | 1. Mai 2006      | Estoril (2)     | Sand        | Leoš Friedl      | Lukáš Dlouhý Pavel Vízner            | 3:6, 1:6       |
| 16. | 23. Juli 2006    | Amersfoort      | Sand        | Christopher Kas  | Alberto Martín Fernando Vicente      | 4:6, 3:6       |
| 17. | 20. Juli 2008    | Kitzbühel (3)   | Sand        | Olivier Rochus   | Jamie Cerretani Victor Hănescu       | 3:6, 5:7       |
| 18. | 20. Februar 2009 | Costa do Sauípe | Sand        | Juan Mónaco      | Marcel Granollers Tommy Robredo      | 4:6, 5:7       |